# Villacourt
 Villacourt  es una población y comuna francesa, en la región de Lorena, departamento de Meurthe y Mosela, en el distrito de Lunéville y cantón de Bayon. Según la historia había presencia Galo-romana (no se mantiene).

## Demografía
| 440 | 440 | 389 | 407 | 411 | 458 |
| Para los censos de 1962 a 1999 la población legal corresponde a la población sin duplicidades (Fuente: INSEE [Consultar]) |     |     |     |     |     |